# 一ノ瀬トニカ
一ノ瀬 トニカ（いちのせ トニカ、1970年 - ）は、東京都生まれの女性作曲家、現代音楽の作曲家。

## 略歴
1995年、東京藝術大学大学院修了。作曲を北村昭、廣瀬量平、西岡龍彦、一柳慧に師事。日本国内の様々なコンクールに入賞し、テレビ朝日「題名のない音楽会」にも出演。1998年には、ピアノソロ作品「環」がニューヨーク・メルキンホールにて海外初演され、「ニューヨーク・タイムズ」などで好評を博した。1995年4月より2年間、東京藝術大学音響研究室非常勤講師を務めた。

## 主な受賞歴
- 1994年 第16回日本交響楽振興財団作曲賞入選
- 1995年 第6回奏楽堂日本歌曲コンクール作曲部門第2位

## 主要作品
- 『美しかったすべてを花びらに埋めつくして、…』〜フルートとオーケストラのための
- 『〜そして、いちめんのはな　山村暮鳥の詩による3つのいめえぢ〜』〜ヴォーカルとピアノのための
- 『輪』〜ピアノのための
- 『有明』〜ヴォーカル、ピアノとテープのための
- 『Blooming Colors I・II』〜エレキギターとディレイマシーンのための

## ディスコグラフィー
- 山口恭子 / 一ノ瀬トニカ / 猿谷紀郎：作品集